# Praeaulacus
Praeaulacus (лат.) — ископаемый род перепончатокрылых наездников из семейства Praeaulacidae. Один из древнейших представителей паразитических перепончатокрылых. Обнаружен в юрских ископаемых останках (Казахстан, Китай, Монголия, от 100—165 млн лет).

## Описание
Мелкие и среднего размера перепончатокрылые наездники. Длина тела 5—8 мм. Переднее крыло с ячейкой 3rm немного меньшей, чем 2rm; жилка 1-Rs более короткая, чем крыловое расстояние до птеростигмы. Первый метасомальный сегмент конический или немного вытянутый в базальной части. Яйцеклад равен примерно 2/3 от длины переднего крыла.

## Классификация
Род Praeaulacus был впервые описан по отпечаткам в 1972 году российским палеоэнтомологом Александром Павловичем Расницыным (Палеонтологический институт РАН, Москва). Включён в состав отдельного семейства Praeaulacidae Rasnitsyn, 1972.
- Praeaulacus afflatus Zhang and Rasnitsyn, 2008[4]
- Praeaulacus byssinus Wang et al. 2015[5]
- Praeaulacus cephalotus Rasnitsyn 1972[3]
- Praeaulacus cubocephalus Rasnitsyn 1972[3]
- Praeaulacus daohugouensis Zhang and Rasnitsyn, 2008[4]
- Praeaulacus elegans Rasnitsyn 1972[3]
- Praeaulacus exquisitus Zhang and Rasnitsyn, 2008[4]
- Praeaulacus leptogaster Rasnitsyn 1972[3]
- Praeaulacus magnus Rasnitsyn 1972[3]
- Praeaulacus obscurus Rasnitsyn 1972[3]
- Praeaulacus obtutus Li et al. 2014[6]
- Praeaulacus orientalis Zhang and Rasnitsyn, 2008[4]
- Praeaulacus patiens Rasnitsyn 2008[7]
- Praeaulacus ramosus Rasnitsyn 1972[3]
- Praeaulacus rectus Li et al. 2018[1]
- Praeaulacus robustus Zhang and Rasnitsyn, 2008[4]
- Praeaulacus scabratus Zhang and Rasnitsyn, 2008[4]
- Praeaulacus sculptus Zhang and Rasnitsyn, 2008[4]
- Praeaulacus sharteg Rasnitsyn 2008[7]
- Praeaulacus subrhombeus[8]
- Praeaulacus tenellus Li et al. 2014[8]
- Praeaulacus ventricosus Rasnitsyn 1972[3]